# Amorcito corazón
Amorcito corazón é uma telenovela mexicana, produzida por Lucero Suárez para a Televisa e exibida pelo Canal de las Estrellas entre 29 de agosto de 2011 e 10 de junho de 2012, substituindo Ni contigo ni sin ti e sendo substituída por Cachito de cielo.
É um remake da telenovela venezuelana Trapos íntimos, produzida em 2002.
Contou com as participações de Elizabeth Álvarez, Diego Olivera, Fabiola Campomanes, Mike Biaggio, Daniel Arenas, África Zavala, Grettell Valdez e Ricardo Fastlicht.

## Enredo
Isabel Cordeiro Valencia é uma arquiteta que vê destruída sua vida, quando perde o amor de sua vida aos 18 anos, graças ao autoritarismo de seu pai, Leopoldo Cordero Mendez, que também deixou sua esposa Sara Valencia para iniciar um relacionamento com a madrinha de Isabel. Por este motivo, a mãe de Isabel perde a razão, e é internada em uma instituição médica psiquiátrica. Isabel acredita que sofre uma maldição e por isso pensa que todo homem que se apaixona por ela sofre.Por isso que ela pensa que nunca vai ter sucesso no amor e ser feliz, até que ela conhece Fernando Lobo.
Fernando é o gerente de construção. Após a morte de sua esposa Sofia Ballesteros, ele se dedica à suas três filhas, mas em uma viagem de trabalho em Veracruz, ele encontra Doris Montiel com quem tem uma relação temporária. Concluído o projeto, Fernando retorna para a capital e no meio de circunstâncias um pouco conflitantes, ele conhece Isabel, que é sua vizinha. Doris, por sua vez, irá se juntar com Afonso Armendáriz, o último namorado de Isabel,para atrapalhar a relação da moça com Fernando, chegando a inventar uma gravidez que nunca existiu.
Isabel e Fernando se tornarão namorados, mas a desconfiança acaba por separar os dois.Além disso Maria Soledad, filha mais velha de Fernando, não aceita tal relacionamento, apesar de suas duas irmãs Maria Fernanda e Maria Luz não se incomodarem com isso.
Enquanto isso Lucía Lobo,irmã mais nova de Fernando, está prestes a concluir o noviciado no convento dirigido pela Irmã Ernestine, quando ela conhece William Pinzón Hernandez, um professor de educação física.Apesar de suas convicções sobre a sua vocação religiosa, a aparência de "Willy", e a declaração de amor que ele faz,faz com que ela repense a vocação. Além disso, Beatificación "Beba" de Solís está apaixonada e obcecada por William, mas tudo que ele quer é o seu dinheiro.Hortensia Tres Palacios de Ballesterosia,mãe de Fernando, quer abrir seus olhos, mas será difícil para ela esquecer o amor que sente por William.
Zoe Guerrero é a melhor amiga de Isabel e Lúcia. É uma mulher dedicada à sua casa e a seu marido, Alvaro García, que a traiu com um homem em sua casa.Assim Zoe decide nunca mais se apaixonar e estar com alguém. Em uma tentativa de suicídio,ela conhece Cecilio Monsalve por quem se apaixona.Apesar dessa paixão,ela fica com Felipe Ferrer, que se torna seu namorado, sem saber que Cecilio e Felipe são amigos.Quando ela se encontra com Cecilio ele percebe que seu verdadeiro amor é namorada de melhor amigo Felipe.
Marisol, a filha mais velha de Fernando, é uma adolescente rebelde que entra em constante conflito com o pai, mas encontrar o amor em Juan Francisco Hernandez, um jovem humilde que também é primo William. No entanto, Bárbara Pinzón Hernandez, prima de Juan, também é apaixonada pelo rapaz e tenta fazer todos os esforços para separar o casal, embora ela seja supostamente, sua melhor amiga.
A trama do romance se intensifica quando Manuela Ballesteros irmã gêmea de Sofía, que estava longe porque sua mãe Hortensia, que a considera culpada pela morte da irmã retorna. Fernando sendo inteiramente indiferente a irmã gêmea de sua falecida esposa, se vê envolvido por ela. Durante o suposto complô ele começa a suspeitar que na realidade Manuela é Sofia, e que a falecido era Manuela, e Sofia usurpa a identidade sua irmã morta, para sair do país e ir para longe do marido e de suas filhas.

## Elenco
- Elizabeth Álvarez - Isabel Cordero Valencia
- Diego Olivera - Fernando Lobo Carvajal
- Fabiola Campomanes - Manuela Ballesteros Tres Palacios de Lobo / Sofía Ballesteros Tres Palacios
- Daniel Arenas - William "Willy Boy" Guillermo Pinzón Hernandez
- África Zavala - Lucía Lobo Carvajal
- Grettell Valdez - Zoe Guerrero de García de Alba
- Alejandro Ibarra - Felipe Ferrer
- Ricardo Fastlicht - Cecílio Monsalve
- Mariana Karr - Beatificación "Beba" de Solís
- Silvia Mariscal - Sara Valencia de Cordero
- Macaria - Hortensia Tres Palacios de Ballesteros
- Gerardo Murguía - Jorge Luis Solís
- Mike Biaggio - Alfonso "Poncho" Armendáriz
- Alfonso Iturralde - Leopoldo Cordero Mendez
- Liz Vega - Doris Montiel
- Diego Amozurrutia - Juan Francisco "Juancho" Hernandez
- Renata Notni - María Soledad "Marisol" Lobo Ballesteros
- Gaby Mellado - Bárbara Pinzón Hernandez
- Ricardo Margaleff - Ramón "Moncho"
- Raquel Morell - Ernestina
- Adanely Nuñez - Adela
- Patricia Martínez - Eulalia "Lala" Hernandez de Pinzón
- María Alicia Delgado - Susana "Susy"
- Rubén Cerda - Padre Benito Carvajal
- Queta Lavat - Pilar
- Thelma Dorantes - Irma
- Joana Brito - Minerva
- Regina Tiscareño - María Fernanda "Marifer" Lobo Ballesteros
- Karol Sevilla - María Luz "Marilu" Lobo Ballesteros
- Giuseppe Gamba - Mauricio Rossy
- Bibelot Mansur - Yazmín
- Omar Isfel - Gabriel "Tuqueque"
- Carmen Becerra - Sabrina Peñaralta
- Rosita Pelayo - Guillermina Alcaráz
- Pietro Vannucci - Álvaro García de Alba
- Dalilah Polanco - Katherine
- Christian De la Campa - Martin Corona
- Jorge Ortín - Comandante Gabino Idrogo
- Alejandro Nones - Rubén
- Ricardo Fernández - Ignacio "Nacho" Téllez
- Polo Monárrez - Chicho
- Eduardo Shacklett - Ricardo "Ricky" Pinzón Hernandez
- Vicente Herrera - Héctor
- Ingrid Schwebel - Brenda
- Polly  - Recamarera
- Lupita Lara
- Rafael Balderrama - Luis
- Hugo Aceves
- Ricardo Barona

## Audiência
| Horário             | # Eps. | Estreia              | Estreia           | Final               | Final           | Posição | Temporada   | Classificação geral |
| Horário             | # Eps. | Data                 | Primeiro capítulo | Data                | Último capítulo | Posição | Temporada   | Classificação geral |
| ------------------- | ------ | -------------------- | ----------------- | ------------------- | --------------- | ------- | ----------- | ------------------- |
| Segunda—Sexta 18:15 | 206    | 29 de agosto de 2011 | 15                | 10 de junho de 2012 | 13              | #1      | 2011 - 2012 | 15                  |

A trama estreou com 14.5 pontos de média. Manteve audiência entre 15 e 16 pontos ao longo dos meses. Bateu recorde negativo no dia 6 de abril de 2012, uma Sexta Feira Santa, quando alcançou apenas 10 pontos. Já sua maior audiência é de 19 pontos, alcançada em 5 de junho de 2012, última semana da trama. O último capítulo teve 13.3 pontos de média. Terminou com uma média de 15.4 pontos.

## Versões
- Amorcito corazón é uma adaptação da telenovela venezulana Trapos íntimos produzida por José Gerardo Guillén para a RCTV no ano de 2002.